# Sielsowiet Muchawiec
Sielsowiet Muchawiec (s. muchawiecki, biał. Мухавецкі сельсавет, ros. Мухавецкий сельсовет) – sielsowiet na Białorusi w obwodzie brzeskim, we wschodniej części rejonu brzeskiego. 
Centrum sielsowietu jest osada Muchawiec. Jednostka podziału administracyjnego sąsiaduje na północy z sielsowietem Telmy, na wschodzie z sielsowietem Radwanicze oraz sielsowietami rejonu żabineckiego i małoryckiego, na południu z sielsowietem Znamienka, na zachodzie z miastem Brześć (w tym z włączonymi do miasta miejscowościami dawnego sielsowietu Herszony).
Oprócz osady Muchawiec w skład sielsowietu wchodzi 13 wsi:  
- Ferma (Херма)
- Hule (Гулі, Huli, Гули, Guli)
- Kamienica Żyrowiecka (Каменіца-Жыравецкая, Каменица-Жировецкая)
- Litwiny (Ліцьвіны, Літвіны; Литвины)
- Wołki (Ваўкі, Волки)
- Łazy (Лозы)
- Podlesie Kamienieckie (Падлесьсе-Камянецкае, Подлесье-Каменецкое)
- Podlesie Radwanickie (Падлесьсе-Радваніцкае, Подлесье-Радваничское)
- Semisosny (Семісосны, Семисосны)
- Wólka Zastawska (Вулька-Застаўская, Вулька-Заставская)
- Zabłocie (Забалацьце, Заболотье)
- Zakije (Закій, Закий)
- Zasłuczno (Заслучна, Заслучно)

W dwudziestoleciu międzywojennym większość miejscowości sielsowietu należała do gminy Kamienica Żyrowiecka lub gminy Radwanicze w województwie poleskim II Rzeczypospolitej.